# Réformes de la société par Mahomet
Les réformes de la société par Mahomet ont été engagées à la suite des victoires des troupes qu'il dirigeait. Celles-ci ont eu des conséquences notables sur le mode de vie des Arabes dans la région et ensuite dans les terres conquises par les musulmans.
Vu la rareté des sources écrites pour cette période, certaines difficultés à reconstituer la situation en Arabie avant Mahomet persistent. Les chroniqueurs et historiens médiévaux dont les ouvrages traitant de cette tranche de temps pour la région concernée n'ayant pas les mêmes critères d'historicité que ceux exigés à notre époque, il faut tenir à l'esprit qu'une telle étude est particulièrement complexe à traiter.

## Sur l'infanticide des filles
Le docteur en démographie Sofiane Bouhdiba explique dans un de ses ouvrages qu'en remontant aux raisons sociales, culturelles, économiques et historiques de l'infanticide féminin dans la société arabe préislamique, il apparaît en quoi « cette pratique reflétait les représentations de la société à l'époque, et surtout les préoccupations d'ordre démographique (forme de malthusianisme de la pauvreté. Déséquilibre lié à la surmortalité masculine due aux razzias, mariages inter-tribaux,...). » Bouhdiba étudie les nouvelles raisons socioéconomiques avancées par Mahomet pour l'interdiction de cette pratique. Il traite également dans son ouvrage de la façon dont la représentation négative à l'égard des nouveau-nés de sexe féminin est restée tout de même profondément ancrée dans certaines société arabes modernes.
Le docteur en histoire, Maxime Rodinson écrit, « Allah interdit aussi l'infanticide des filles, coutume courante chez les Arabes et qu'inspirait l'atroce pauvreté du désert, en rapport sans doute, au surplus avec un détail ignoré de la religion païenne. Cette interdiction est liée par le texte coranique même à la question de la nourriture. Allah y pourvoirait. En effet, l'Islam allait dispenser aux Arabes des ressources telles qu'ils pouvaient abandonner tout malthusianisme. »
Cependant l'historien Hassan Ibrahim Hassan dit, au sujet l'infanticide des enfants de sexe féminin en Arabie à l'époque, que « cela n'était pas si généralisé que cela, ça concernait surtout des personnes de classe inférieure, principalement des tribus de Asad et banu Tamîm. »,,, Tabârânî explique que le grand-père de Farazdak, Sa'sa bin Najiyah al-Mujasi, vint un jour chez Mahomet lui demander "Ô Messager ! J'avais réalisé certaines bonnes œuvres au temps de l'ignorance. Dont le fait de sauver 360 fillettes d'être enterrées vivantes et ai payé pour cela en donnant deux chameaux pour chaque fillette. Serai-je récompensé pour ces choses ?", à quoi Mahomet répondit par l'affirmative

## Sur le mariage

### Choix du mari par les femmes
Mahomet dit à propos du mariage des filles célibataires et des veuves : « La veuve n’a pas besoin d’une autorisation parentale pour se marier, la célibataire doit être d’accord. Son silence est considéré comme une acceptation. ». De même, ibn Hajar rapporte : « Une jeune fille est venue chez le Messager se plaignant de son père qui le mariait avec quelqu’un qui ne lui plaisait pas, le Messager lui a laissé le choix d’accepter ou non ». La fille reçut ainsi le droit légal de choisir son mari, autrement le mariage est nul,. Choisir son mari, ce qui se fait généralement dans la mentalité islamique, avec arrangement et acceptation des jeunes.
Mahomet interdit le mariage shigar qui était l’échange d’une fille avec une autre fille de sorte que les époux ne donnent pas de dots
Maxime Rodinson, après avoir précisé que la théorie du passage du système matriarcal au système patriarcal à l'époque de Mahomet, et avoir précisé qu'il est plutôt de l'avis de J. Henniger selon lequel cette thèse est douteuse, écrit : « W. M. Watt pense, après Robinson Smith, qu'il y a eu extension à la parenté paternelle de principes applicables à la parenté maternelle (matriarcat). Mais il existe aussi des stipulations qu'il interprète comme des concessions aux groupes matrilinéaires. En tout cas il est sûr que la réglementation coranique vise à déraciner les coutumes qui ne traitaient pas les individus, les femmes en particulier, comme des sujets indépendants ».
Il est communément admis par plusieurs érudits que la femme musulmane ne peut épouser un non-musulman, mais ceci est très discutable. De plus, rien dans le Coran ou la Sunna n'interdit un mariage entre une musulmane et les gens du livre. Dès lors ceci relève du domaine de l'Ijtihad, et donc de la réflexion et du consensus des juristes.

### Le mariage de jouissance
Il y a débat sur la réforme du mariage de jouissance ou le mariage temporaire (zawâj al mut'a), qui serait faite ou non par Mahomet. Le mariage de jouissance consistait en ce qu'un homme pouvait proposer à une femme de contracter un mariage pour une durée de son choix. C'est l'homme qui fixe la durée de la période lors du mariage mut'a. Il existe une justification juridique provenant du Coran, selon l'exégèse chiite et quelques savants sunnites, et selon un groupe de disciples de Mahomet ; Sourate 4 : Les femmes (An-Nisa') 24. et parmi les femmes (vous sont interdites), les dames (qui ont un mari), sauf si elles sont vos esclaves en toute propriété. Prescription de Dieu sur vous ! À part cela, il vous est permis de les rechercher, en vous servant de vos biens et en concluant mariage, non en débauchés. Puis, de même que vous jouissez d'elles, donnez-leur leur mahr, comme une chose due. Il n'y a aucun péché contre vous à ce que vous concluez un accord quelconque entre vous après la fixation du mahr. Car Dieu est, certes, Omniscient et Sage. Avant Mahomet, les Arabes pratiquaient aussi le mariage temporaire. Parmi les disciples de Mahomet : ibn Abbas, Ubay ibn Ka'b, Suddî et Said ibn Jubayr ont interprété ce verset comme lié au mariage mut'a. Les autres disciples de Mahomet ont interprété ce verset comme lié au mariage normal, non au mut'a.
Sunnites et chiites sont d'accords que le mariage mut'a a été autorisé par Mahomet à Khaybar. Cependant il existe donc des controverses sur son abrogation ou pas, les chiites et quelques rares savants sunnites le reconnaissent comme toujours autorisé. Mais les quatre écoles sunnites interdisent le mariage mut'a. Ahmad Ibn Hanbal autorise selon un courant de l'école hanbalite sunnite le mariage mut'a en cas de manque important. Les oulémas chiites affirment que Mahomet, lui-même, n'a jamais interdit le mariage temporaire, et qu'aucun homme ne peut donc l’interdire. Ce à quoi des exégètes sunnites répondent en rapportant que le prophète a interdit le mariage temporaire après la prise de Khaybar, se basant notamment sur le hadith d'al Bukhari, où Mahomet interdit le mariage temporaire.

### Sur la polygamie
La polygamie, illimitée auparavant,,, fut limitée à quatre femmes libres au maximum. Le nombre d'esclaves (avec lesquelles le maître peut entretenir des relations sexuelles) n'est lui pas limité. Voir le paragraphe concernant l'esclavage. L'approche islamique va ainsi se différencier de l'approche chrétienne de mariage exclusivement monogame.

### La répudiation et le divorce féminin parKhull
Mahomet arrêta à trois formulations maximum le désir de répudiation de l'épouse au mari, alors qu'auparavant l'homme pouvait formuler la répudiation et revenir sur sa décision indéfiniment. Le mari pouvait désormais toujours divorcer de sa femme quand il voulait. Désormais, Si le mariage avait été consommé, son ex-conjointe ne devait pas quitter le domicile conjugal durant trois mois. Le mari pouvait revenir sur sa décision durant ces trois mois en ayant des relations sexuelles avec son ex-conjointe. Si la femme était enceinte, l’ex-conjointe ne devait pas quitter le domicile conjugal jusqu’à ce qu’elle accouche. À l’expiration de ce délai, le couple était officiellement séparé, la période de veuvage a également été raccourcie et allégée par Mahomet.
Mahomet élabora de même une forme de divorce pour les femmes qui n'existait pas avant lui. Car seule la répudiation existait avant lui. La femme qui désire que son mari la divorce (Khul) pouvait désormais avoir l’approbation de son mari, si approbation il y a, la femme doit rembourser la dot payée par le mari, en entièreté ou en partie pour annuler l'acte de mariage.
Sous certaines conditions (femmes battues, mari non pratiquant ou grand pécheur, etc.), la femme peut demander au juge de déclarer le divorce entre le couple, celui-ci doit casser le mariage par Khul. Comme le fit Mahomet.
Si un homme divorce de sa femme en trois fois, il ne peut plus se marier avec elle sauf si elle se remarie avec un autre homme puis divorce. Cela parce que des époux jouaient à les répudier et les reprendre en mariage pour leur faire de la peine.
Les réformes de Mahomet en matière de divorce concernent surtout la pratique des Arabes à son époque, et ne constituent pas une réelle innovation.

## Sur l'héritage
La femme qui était parfois auparavant elle-même héritée,, a bénéficié du droit systématique d'hériter même si elle a des frères, selon le chroniqueur Tabari, le verset 7 du chapitre sur les femmes du Coran a apporté un droit d'héritage même partiel aux femmes, qui selon l'historien n'héritaient pas, puisque ne portant pas d'armes. Sauf dans des cas exceptionnels, car aucune société n'est parfaitement monolithique. Selon le professeur Hamidullah : « Il est très difficile de préciser les droits d'héritage des différentes régions ou tribus d'Arabie ; peut-être d'ailleurs n'étaient-elles pas uniformes. Pour Médine nous avons des données sûres : - Non seulement la femme (épouse, fille, sœur, mère, etc.) n'avait aucun droit sur les biens laissés par le défunt, mais même les fils mineurs en étaient exclus, la loi étant que seuls ceux des fils, qui étaient capables de combattre, avaient droit à l'héritage ».
Or, selon l'historien Hassan Ibrahim Hassan, cette pratique de ne pas faire hériter les filles était amplement en vigueur même en dehors de l'Arabie à cette époque Comparer avec les droits d'héritage au Bas Moyen Âge en Europe. Anne-Marie Dubler décrit (à titre de comparaison avec le degré de fiabilité des sources arabo-musulmanes sur les droits d'héritage de l'époque en Arabie) la situation des droits d'héritage similaires en Europe du Moyen Âge.

## Sur l'esclavage
« L’esclavage dans le monde musulman n’est pas que l’héritier d’un monde antérieur. Il imprègne toute la mentalité de l’État musulman, la conception d’un pouvoir présenté comme une image de la relation entre le maître et l’esclave. ». C'est ce que démontre Mohamed Ennaji (Historien, sociologue et économiste) dans ses divers livres consacrés à l'esclavage en terre d'Islam. « L’histoire du monde arabe, écrit-il, est prisonnière du discours religieux et de ses représentations ».  Malek Chebel souligne que le livre fondateur de l'islam évoque l'esclavage dans pas moins de 25 versets sans le condamner formellement. « Le Coran n'étant pas contraignant, l'abolition relève de la seule initiative personnelle du maître. Plusieurs versets entérinent l'infériorité de l'esclave par rapport à son maître ». Cependant, selon le professeur de Droit et islamologue diplômé en lettres de la Sorbonne, Muhammad Hamidullah, le Coran reste malgré tout le seul livre religieux établissant un plan d'état et privé pour l'affranchissement systématique et progressif des esclaves. Celui-ci cite, l'usage de la zakat par les États musulmans, pour affranchir des esclaves. En effet, une part du budget de l'État était désormais séparée pour l'émancipation systématique des esclaves : « Les Sadaqats ne sont destinés que pour les pauvres, les indigents, ceux qui y travaillent, ceux dont les cœurs sont à gagner à l'islam, l'affranchissement des jougs, ceux qui sont lourdement endettés, dans le sentier de Dieu, et pour le voyageur en détresse. C'est un décret de Dieu ! Et Dieu est Omniscient et Sage. » (Cor. IX, Le repentir : 60).
« L'esclavage est naturellement maintenu. Il est recommandé de traiter bien les esclaves et de favoriser les affranchissements », d'après Maxime Rodinson.
L’utilisation assumée des esclaves femmes comme objet sexuel n'est pas l'apanage du monde musulman. En fait, paradoxalement, là aussi Mahomet avait réformé la pratique antérieure à lui. ibn Habib al Baghdâdî (H.113-H.182), explique la vente des femmes esclaves lors la célèbre foire de Dûmat al-Jandal avant l'islam, il cite notamment : « Quant à la tribu de Kalb, elle y apportait beaucoup d'esclaves femelles, qui étaient présentées sous des tentes de laines ; la tribu les contraignant à la prostitution... », Tabari explique que la prostitution des femmes esclaves par leurs maîtres a été interdite. Cependant les maîtres continuaient à entretenir une relation sexuelle avec celles-ci si elles n'étaient pas mariées.

## Sur le droit de la guerre
Mahomet a mis en place des règles nouvelles en ce qui concerne la guerre, absentes de la région et très peu présentes dans les grandes civilisations de l'époque, du moins en principe,,. En effet, ces règles n'empêcheront pas la sanglante tuerie lors de la conquête musulmane de l'Inde par les Turcs et les Moghols fraichement convertis, se revendiquant surtout comme turcs plutôt que musulmans. Leurs techniques guerrières incendiaires persistèrent plusieurs siècles après l'islamisation des peuples Tatars. Dans son Histoire de la civilisation, l'historien Will Durant affirme que cette invasion musulmane de l'Inde est probablement la plus sanglante de l'histoire.

### Les règles principales du droit de la guerre selon Mahomet
Les prisonniers de guerre : « Le traitement des prisonniers par le Prophète retient particulièrement notre attention. D’après le Qur’an, la nourriture du prisonnier est gratuite : elle incombe au gouvernement musulman : (Cor. LXXVI : 8)… Les chroniqueurs précisent que les prisonniers recevaient la même nourriture que ceux qui les avaient capturés. Certains (…) donnaient leur pain aux prisonniers et se contentaient de dattes. Le Prophète donnait même des vêtements aux prisonniers, s’ils en avaient besoin, comme le rapportent les récits de Badr et Hunayn. On soulageait leurs souffrances ; ils avaient la faculté de rédiger un testament pour léguer ce qu’ils possédaient dans leur pays. L’Islam ne permet pas de punir les prisonniers pour leurs actes de belligérance normale : « Dans les souffrances d’ici-bas, les musulmans et les polythéistes se trouvent à égalité », répètent toujours les juristes musulmans. Les Compagnons du Prophète étaient unanimes à penser qu’un prisonnier de guerre ne peut être puni de mort. Les crimes de guerre, les crimes civils commis contre des sujets musulmans n’entrent évidemment pas en question. Selon le Qur’an, le traitement des prisonniers comporte ou bien la libération gratuite ou bien une rançon, qui peut se régler même par un échange : (Cor. XLVII : 5). Il y a dans la vie de Muhammad de nombreux exemples de ces différents traitements. Dont l’esclavage… »
L'interdiction de tuer les personnes ne portant pas d'arme.
L'interdiction de bruler l'ennemi. Il est interdit de brûler l’ennemi avec le feu car Mahomet a dit, « Tuez [l’ennemi], mais ne le brûlez pas. Car personne ne punit avec le feu excepté le Seigneur du Feu ».
L'interdiction de mutiler les corps.
L'interdiction du pillage. C'est-à-dire des actes de vandalisme (vols, destruction des biens, etc.) et de violence (violence physique, viol, etc.) envers les civils. Cependant, la prise des butins de guerre étaient pratiquée après les guerres contre ceux des adversaires qui ont participé à la guerre, en dédommagement aux dégâts provoqués par la guerre.

## Sur le monothéisme et le statut de dhimmi des adhérents d'autres confessions
Mahomet établit et imposa surtout une religion du monothéisme absolu rejetant même le titre symbolique d'enfant de Dieu et allant jusqu'à préciser que c'est Dieu qui réalise les miracles des prophètes de sorte de ne pas leur attribuer des pouvoirs divins. En terre d'islam différentes religions vont coexister, les non-musulmans dans un statut différent (voir Dhimmi) ; chaque communauté religieuse aura une justice propre à elle. Karalevski écrira à ce propos : « L'innovation la plus importante que les jacobites saluèrent avec joie, fut de donner à chaque communauté une organisation autonome, avec un grand nombre de privilèges temporels et judiciaires pour les chefs spirituels. Cette situation créée par les Arabes que les Turcs n'ont fait que conserver, et qui a subsisté jusqu'à nos jours. »